# Vampire: The Masquerade - Bloodlines
Vampire: The Masquerade - Bloodlines è un videogioco di ruolo sviluppato da Troika Games, pubblicato e distribuito da Activision e basato sull'omonimo gioco di ruolo della White Wolf Game Studio. Bloodlines è il primo gioco, oltre ad Half-Life 2, ad usare il motore grafico Source Engine di Valve Software.
Al contrario di quanto molti credono, non è il seguito di Vampire: The Masquerade - Redemption, ma è un gioco a parte totalmente scollegato sia a livello di trama che di personaggi, oltre ad avere un'interfaccia e un sistema di gioco molto differente. L'unica cosa che li lega è l'essere entrambi ispirati alla medesima ambientazione. Il gioco è stato tradotto ufficialmente in inglese, francese e tedesco.

## Trama
La trama è piuttosto intricata e, fino ad un certo punto, influenzabile dalle azioni del giocatore: a seconda del tipo di personaggio scelto (sesso e clan vampirico) ci sono delle modifiche a dialoghi, missioni e opzioni varie.

### Premessa
La premessa è la stessa del gioco di ruolo da tavolo: il fratricidio che Caino compì ai danni di Abele fu punito da Dio con la maledizione del vampirismo. Caino fu quindi condannato a nutrirsi di sangue umano, dato che aveva sparso quello innocente del fratello, scacciato e costretto a vagabondare per il mondo. Ad un certo punto Caino incontra Lilith (la quale, sia secondo i testi apocrifi che secondo la storia di Vampiri: la masquerade, fu la vera prima donna creata da Dio, che si ribellò sia alla sua autorità sia a quella di suo marito Adamo). Lilith cura Caino, lo nutre, diviene sua amante, e gli trasmette le sue conoscenze, che Caino trasforma nelle prime Discipline, per poi abbandonarla. Dopo altre peregrinazioni, Caino raggiunge la prima città mai fondata dagli umani, governata dal re Enoch. Impressionato dalla sua saggezza, Caino lo trasforma in vampiro, e successivamente fa lo stesso con la bella Zillah e il forte Irad, che con Enoch formano la Seconda Generazione. Questi tre vampiri ne creano poi altri tredici, che si ribellano ai loro siri e li distruggono; per questo Caino li maledice, e le sue maledizioni diventano le debolezze tipiche di ciascun Clan.
I tredici vampiri della Terza Generazione sono conosciuti dalla comunità dei vampiri come i capostipiti o gli "Antidiluviani" (in quanto diventati vampiri prima del diluvio universale), migliaia di anni fa essi entrarono in uno stato di torpore e adesso riposano in luoghi della Terra di cui nessuno conosce l'ubicazione. Questo ed altro si trova in un misterioso manoscritto: il libro di Nod (citato anche in Vampire: The Masquerade - Redemption). In esso viene altresì menzionata una "Gehenna" (una sorta di Apocalisse dei Non Morti), in cui gli Antidiluviani si risveglieranno e placheranno la loro sete con il sangue della loro progenie più giovane, causando, fra l'altro, anche la fine del genere umano. I Fratelli (in inglese Kindred, uguale al singolare e al plurale), nome con cui i vampiri si chiamano tra loro, hanno influenzato più o meno apertamente la storia umana fin dall'alba dei tempi.

### L'Abbraccio
La creazione di un nuovo vampiro è definita Abbraccio: previa autorizzazione della Camarilla (società responsabile, fra le altre cose, di vigilare sul numero degli Abbracci), il vampiro beve il sangue della sua preda fino a lasciarla in bilico tra la vita e la morte per poi offrirle il suo sangue. Il nuovo vampiro così generato viene chiamato "Infante", egli ha dei poteri molto limitati che aumentano man mano che acquisisce esperienza nel corso della sua vita immortale (in effetti man mano che invecchia egli si rende sempre più consapevole dei suoi poteri). L'Infante è strettamente legato al suo genitore (o "Sire") tanto da dovergli, almeno in teoria, obbedienza assoluta; il Sire si occupa di proteggere e di educare la sua creazione man mano che cresce.
Un vampiro può pure donare un po' del suo sangue ad un essere umano, senza compiere un Abbraccio, andando a generare un "Ghoul": uno schiavo con limitati poteri vampirici (come ad esempio la capacità di guarire spontaneamente le ferite o una parvenza di forza sovrumana), assuefatto al sangue vampirico e disposto a servire fedelmente il suo creatore, se il sangue viene donato per tre volte il Ghoul diventa completamente legato al suo padrone.

### La storia
Siamo nella moderna Los Angeles: corre il mese d'ottobre del 2004. In una stanza d'hotel piuttosto squallida, a Santa Monica, si consuma un focoso rapporto tra due amanti: uno dei due è un vampiro, mentre l'altro diventerà il giocatore. L'umano viene Abbracciato, ma subito irrompe una squadra di agenti della Camarilla che catturano Sire e Infante. La scena si sposta in un teatro abbandonato, la cui platea è popolata da vari Baroni e Primogeniti dei clan vampirici di Los Angeles: alla presenza del Principe, Sebastian LaCroix, il Sire viene decapitato per aver Abbracciato senza autorizzazione. Il giocatore sta per subire lo stesso destino, quando la protesta di Nines Rodriguez, leader dei vampiri Anarchici, convince il Principe a risparmiargli la vita per non creare un incidente politico. In pratica il giocatore viene "adottato" da La Croix e in cambio dovrà obbedirgli e lavorare per lui. All'uscita del teatro, Smiling Jack guida il giocatore attraverso una missione introduttiva e introduce i Sabbat.
La prima missione consiste nel recuperare dell'esplosivo artigianale e far saltare in aria un magazzino controllato dalla setta del Sabbat, antitesi della Camarilla. Di ritorno dal magazzino, LaCroix ci mette a conoscenza dell'arrivo in città del famoso sarcofago di Ankara: uno strano sentore di terrore mistico nell'aria e la cruenta morte dell'equipaggio della nave che lo trasportava fanno credere alla comunità vampirica che nella cassa riposi un Antidiluviano. Si innesca una lotta feroce tra le fazioni per mettere le mani sul prezioso reperto: chi per distruggerlo, chi per riportarlo da dove è venuto, chi per banchettare con l'occupante. Infatti, chiunque commetta "Diablerie" e prosciughi il sangue di un vampiro più anziano ne ottiene i poteri. Aleister Grout, Primogenito del Clan Malkavian, viene trovato morto nella sua dimora, mentre l'Infante scopre Nines Rodriguez uscirne poco prima.
Il Principe considera l'ipotesi di invocare una Caccia di Sangue, cioè la pena di morte, sull'Anarchico per il suo coinvolgimento nell'omicidio del Malkavian. Mentre LaCroix discute coi Primogeniti, l'Infante viene mandato a cercare il sarcofago al Museo di Storia Naturale di Los Angeles, scoprendo tuttavia che Beckett, famoso studioso vampirico, è arrivato prima di lui per studiarlo. Peccato però che qualcuno abbia trafugato il reperto senza lasciare traccia. La Caccia di Sangue contro Rodriguez viene invocata; l'Infante viene invece mandato a rintracciare Gary Golden, Primogenito dei Nosferatu, a Hollywood. I Nosferatu, responsabili del ritrovamento del sarcofago, sono tuttavia costretti a darsi alla macchia a causa di un'infestazione di mostri nelle proprie fogne. Con l'aiuto più o meno spontaneo del Barone Anarchico Isaac Abrams, l'Infante scopre e uccide il creatore dei mostri, lo Tzimisce affiliato al Sabbat, Andrei.
Raggiunti i Nosferatu, Gary Golden promette le informazioni desiderate in cambio di un ultimo favore: rintracciare un Nosferatu scomparso a Chinatown, Barabus. Chinatown è territorio dei Kuei-jin, i temibili vampiri asiatici ostili ai Fratelli e affiliati alle gang cinesi. Dopo aver decimato le suddette gang, l'Infante viene intrappolato da uno scienziato al soldo dei kuei-jin, determinato a scoprire i punti deboli dei vampiri: sopravvissuto ai suoi diabolici "test", scopre Barabus in una cella. Liberatolo, Golden rivela finalmente la locazione del sarcofago: la cripta della villa dei Giovanni, clan vampirico italiano dedito alla necromanzia, che l'hanno pagato prima di LaCroix e si sono così aggiudicati il manufatto. Infiltratosi nella villa, l'Infante viene assalito da due agenti kuei-jin, che gli rivelano anche un'alleanza segreta tra LaCroix e Ming Xiao, sacerdotessa kuei-jin a capo degli asiatici.
Consegnato finalmente il sarcofago a LaCroix, che nel frattempo ha richiesto la consulenza di Beckett, si scopre che per aprirlo si necessita di una chiave, trasportata in un'anonima "piccola cassa" e di cui si sono perse le tracce. Beckett consiglia di andare a conferire con il professore norvegese Ingvar Johansen, lo scopritore: peccato che egli sia stato rapito dalla Società di Leopold, un prodotto moderno dell'Inquisizione il cui unico scopo è distruggere i vampiri, i figli del demonio. Scopo del rapimento? Attirare LaCroix in una trappola e soddisfare il desiderio di vendetta di Grünfeld Bach, cacciatore capo, il cui padre e nonno furono uccisi dal Principe tempo addietro. Il colloquio col professore rivela il significato allegorico di alcuni bassorilievi sul sarcofago (Un antico "re immortale" che beveva il sangue dei nemici per acquistarne la forza, suona familiare) ma poco altro.
Al ritorno a Los Angeles, si scopre che il Sabbat ha nel frattempo attaccato la torre di LaCroix; seppure lui e il suo Sceriffo, un colossale vampiro africano, abbiano facilmente disposto del problema, sta all'Infante eliminare il leader del Sabbat e il loro covo, che si trova in un hotel abbandonato a pochi isolati dall'edificio del Principe. Il leader è Andrei, la vecchia conoscenza di Hollywood, che prima deride l'Infante per essere una semplice pedina e poi lancia enigmatici avvertimenti a non aprire il sarcofago: dentro dorme uno degli Antichi, e bisogna distruggerlo prima che esso distrugga il mondo nella sua sete.
Fuori, l'Infante è atteso da Ming Xiao. La vampira cinese ammette l'alleanza con il Principe, e avverte di non fidarsi di lui per la sua troppa sete di potere. Rivela anche che la tanto cercata chiave del sarcofago si trova in suo possesso, e che sarà suo compito custodirla onde evitare che i Fratelli distruggano l'intera città disturbando un antico demone. Inoltre, parte del suo accordo con LaCroix era quello di usare le sue abilità mistiche e assumere l'aspetto di Rodriguez, incolpandolo dell'omicidio da lei commesso. Aleister Grout, grazie alla vena profetica dei Malkavian, aveva intuito il disegno di LaCroix: commettere diablerie sull'occupante del sarcofago. Per questo andava eliminato. Ad ogni modo, LaCroix nega ogni coinvolgimento e si prepara a dichiarare guerra ai "demoni stranieri". Per farlo però, ha bisogno dell'appoggio dei vampiri Anarchici, ed è per questo che manda l'Infante a cercare Nines Rodriguez. Nascostosi tempo addietro a causa della Caccia di Sangue (ora revocata) nel Griffith Park, Rodriguez si rivela dubbioso, ma non fa in tempo a parlare che l'intero incontro si rivela una trappola: un incendio doloso fa infuriare due lupi mannari che vivevano nel parco. Uno di questi ghermisce Rodriguez e sparisce con lui, l'altro assale l'Infante. Sfuggitogli, incontra Smiling Jack, l'Anarchico che l'ha accolto subito dopo il suo ingresso nella società dei vampiri, il quale gli rivela che su di lui è stata invocata la Caccia di Sangue. LaCroix ha tradito l'Infante, presentandolo alla società vampirica come l'assassino di Grout e Rodriguez. Santa Monica è un terreno di caccia, che bisogna attraversare per rifugiarsi a bordo di un taxi guidato da un amico di Jack. Il tassista, che i personaggi Malkavian sono in grado di riconoscere come Caino stesso, condurrà l'infante nel finale di gioco da questi scelto.

### I diversi finali
- Finale Anarchico: Dichiarando la propria simpatia per gli Anarchici, si viene portati a Hollywood e si incontra Nines. Nines Rodriguez è sopravvissuto al lupo mannaro e sta riorganizzando le forze Anarchiche per sferrare un colpo ai kuei-jin e alla Camarilla. All'Infante è affidato il compito di distruggere Ming Xiao e LaCroix, e alla fine LaCroix, sconfitto, chiederà la chiave, e il giocatore dovrà scegliere se lasciargliela o tagliare la gola a LaCroix e aprire il sarcofago; all'uscita Nines e gli Anarchici accompagneranno il giocatore, dopodiché si assisterà a una scena con Smiling Jack e il Tassista (Caino?).
- Finale Camarilla: Alleandosi con Maximilian Strauss, Reggente Tremere e avversario di LaCroix, si dichiara la propria appartenenza alla Camarilla. Eliminata Ming Xiao e deposto LaCroix, Strauss diventerà principe di Los Angeles e offrirà all'Infante il ruolo di Sceriffo e farà conservare il sarcofago in un magazzino segreto, in una citazione ai Predatori dell'Arca Perduta, essendo dell'opinione che "è meglio che certe cose vengano lasciate indisturbate".
- Finale Indipendente: Stanco della politica vampiresca, l'Infante distruggerà Ming Xiao e LaCroix, rimanendo solo con il sarcofago e la chiave. A lui la scelta se aprirlo o meno, e le conseguenze.
- Finale LaCroix: Nonostante il doppio gioco politico, si sceglie di rimanere fedeli al Principe. Questi ci manda a eliminare Ming Xiao, e poi, dopo averci offerto la posizione di Sceriffo (dopo tutto, abbiamo ucciso il precedente titolare), apre il sarcofago con la 'sorpresa'.
- Finale kuei-jin: L'Infante si allea coi "demoni stranieri" e distrugge LaCroix. Così facendo, rinuncia a qualsiasi legame con il suo retaggio vampiresco. Peccato che Ming Xiao non sia poi così gentile come sembri e lo ripaghi incatenando "Il più potente Fratello della città" al sarcofago, che viene gettato al largo dell'oceano (ciò comunque non implica direttamente la morte, poiché un vampiro non può affogare).

La selezione del finale viene determinata dalla condotta tenuta durante il gioco e dalla scelta del giocatore. In tutti i finali, comunque (tranne in quello della Camarilla e quello kuei-jin), il sarcofago si rivela essere quello che sembra: la tomba di un antico re assiro. In compenso, invece della mummia, all'interno si trovano diversi chili di C4 che esplodono pochi secondi dopo l'apertura.
Nell'ultimo filmato del gioco si vede Jack assistere compiaciuto all'esplosione da una collina al di fuori della città; al suo fianco siede il cadavere irrigidito di Messerach, il legittimo occupante della tomba, e nell'ombra alle sue spalle appare Caino che rivolge un ultimo misterioso messaggio al giocatore: "Il sangue di Caino regola i nostri destini". È implicito che Jack abbia sostituito il contenuto del sarcofago mentre questo era sulla Elizabeth Dane prendendosi gioco di tutti coloro che ambissero al potere del sarcofago. L'Infante ha sempre la scelta di aprire egli stesso il sarcofago, tranne, ovviamente, quando ci si trova legato sopra o quando questo viene portato via.

## Personaggi
Sebastian LaCroix
LaCroix è un Ventrue originario di Calais, Francia, che si è autoproclamato principe di Los Angeles, proponendosi l'obiettivo di ristabilire il potere della Camarilla nella regione e se possibile aumentare considerevolmente il proprio potere. Alcuni alti esponenti della Camarilla non sono contenti della sua condotta politica, in quanto il Ventrue sembra troppo ambizioso e assetato di potere per saper condurre la città alla maniera di un vero Principe. Ha quasi 200 anni e un passato da ufficiale nelle armate di Napoleone Bonaparte. Appare come un uomo sofisticato, tanto nel portamento quanto nel modo di vestire, formale ed impeccabile. È possibile, se si mantengono buoni rapporti con lui, ottenere periodiche somme di denaro e persino un appartamento. Inoltre, dà accesso un paio di missioni secondarie.
"La follia del comando è sapere che, non importa cosa tu faccia, da qualche parte migliaia di sciocchi penseranno che la loro idea sia migliore, e che la tua strategia sia stata il prodotto di un arbitrario tiro a freccette."
Mercurio
Mercurio è un ghoul, cioè un servo a cui un signore vampiro (probabilmente LaCroix stesso) ha donato una parte del suo sangue, ottenendone maggiore salute, forza e destrezza, insieme a una totale dipendenza, allo scopo di utilizzarlo per compiere lavoretti. È al servizio di LaCroix, che gli ha affidato il compito di assistere il protagonista nelle prime fasi della sua avventura. Lavora come contrabbandiere e ha dei contatti con la malavita che gli permettono di rifornirsi di armi da fuoco pesanti e accenna vagamente a un "conto in sospeso con la legge" che gli impedirebbe di tornare a New York. Nonostante dimostri una trentina d'anni, ne ha quasi sessanta: il sangue vampirico arresta l'invecchiamento. Se il giocatore non dice a LaCroix del fallimento di Mercurio, questi diventerà una fonte di informazioni e di armi avanzate non accessibili da nessun'altra parte; è una delle due persone di cui, secondo Rosa (la veggente sangue debole che si può incontrare presso il molo), il giocatore può fidarsi totalmente.
"Eh, eh, eh, non so come ringraziarti, mi ha salvato le chiappe! Io mantengo sempre le mie promesse, se hai bisogno di qualsiasi cosa, vieni da me."
Nines Rodriguez
Rodriguez è un Brujah messicano ed è il "leader" degli Anarchici (anche se essi non hanno un vero e proprio leader, lui è il loro maggior esponente, una figura d'ispirazione); fa menzione di aver vissuto da mortale durante la Grande Depressione del 1929, dove ha visto la sofferenza causata dai potenti. Odia la Camarilla e LaCroix con tutte le sue forze, ma mantiene comunque un atteggiamento cauto, aspettando il momento migliore per rovesciare il loro potere. Sviluppa un certo senso di protezione nei confronti del personaggio giocante, in quanto questi, come lui, è rimasto senza Sire subito dopo l'Abbraccio. Il suo personaggio è fortemente basato su un altro vampiro del Mondo di tenebra, Jeremy MacNeil, anch'egli leader della fazione anarchica in California. Può insegnare al giocatore alcuni trucchi di combattimento se questi rimane gentile nei suoi confronti.
"Questa è un'esistenza dura, stai fuori dai guai, ragazzo"
Smiling Jack
Un Brujah da tempo in lotta contro la Camarilla per ripristinare lo Stato libero degli Anarchici. Nella comunità dei vampiri anarchici è considerato una leggenda per il suo carisma e per la sua astuzia; si sa che è stato Abbracciato da tale Mama Lion. Si mormora che abbia all'incirca 400 anni e che durante la sua vita da mortale fosse un pirata. Ha un aspetto trasandato, porta una lunga barba ed è vestito con dei semplici pantaloni e gilet di jeans, da "biker". Nel gioco mostrerà al giocatore i comandi di base durante la missione introduttiva, e diventerà più avanti una fonte di informazioni sugli anarchici. È sempre disponibile nei confronti del giocatore e gli offre consigli durante le missioni. È anche l'ultimo personaggio alleato che il giocatore vede prima della missione finale.
"Be', puoi sempre essere distrutto, ma dimentica i libri e i film. L'aglio? Inutile. Una croce? Pfui... ficcagliela su per il culo, ah ah ah ah! Un paletto? Solo se ti raggiunge il cuore, e allora ti paralizza soltanto. L'acqua corrente? Non è un problema: io faccio il bagno... ehm, ogni tanto."
"Ah, ah! Ho detto innocenti! Se qualcuno ti punta un canne mozze un faccia, glielo strappi di mano, lo prosciughi, e gli sfondi il cranio. L'istinto di sopravvivenza è anche quello una parte della tua umanità: la mia parte preferita, in effetti, eh eh."
Le gemelle Voerman
All'apparenza due bizzose sorelle vampire, rappresentano il potere e l'autorità a Santa Monica, della quale sono le baronesse, e tra le due c'è un caustico rapporto di amore e odio. Con il susseguirsi degli eventi si scopre che in realtà si tratta della stessa persona. Jeanette/Therese è affetta da un grave disturbo della personalità scaturito dagli abusi sessuali subiti dal padre nell'infanzia: il sangue Malkavian (che rende tutti gli appartenenti al clan irrimediabilmente pazzi in qualche modo) ha accentuato questa frattura, creando due personalità separate e autonome. Nel corso di una missione, il giocatore ha l'opportunità di scegliere se salvare una delle due, "uccidendo" però l'altra personalità, oppure convincere le sorelle a coesistere. La loro condizione è enigmaticamente accennata dal fatto che entrambe sono portatrici di eterocromia delle pupille: un occhio verde e uno azzurro.
Therese
È quasi esclusivamente interessata agli affari. Calma e razionale, usa quasi sempre la diplomazia e difficilmente passa a metodi più "persuasivi" per ottenere ciò che vuole. Sembra che rifiuti il suo retaggio Malkavian e sia convinta di appartenere al clan Ventrue. Se il giocatore salva Therese e uccide Jeanette, Santa Monica passerà sotto il controllo della Camarilla e Therese ne diverrà il Principe.
"Una Ventrue come me non può permettersi di trattare con certa feccia!" (parlando del Nosferatu Bertram Tung)
Jeanette
Preferisce spendere il suo tempo tra doppi giochi e disordini pubblici. Da esatto opposto di Therese, è impulsiva ed immatura e le poche cose che le interessano sono il sesso, la violenza e la vita mondana. La si distingue da Therese per il suo look oltremodo trasgressivo e provocante. Jeanette ha abbracciato la propria appartenenza al clan Malkavian e conduce uno stile di non-vita alquanto dissoluto: Therese rivela che la sorella intrattiene relazioni sessuali con umani e vampiri, tra cui parecchi umani di Santa Monica, il vampiro Bertram Tung e il giocatore stesso. Se Jeanette sopravvive, Santa Monica passerà sotto il controllo Anarchico e la Malkavian ne diverrà Baronessa. Inoltre, è possibile avere un rapporto sessuale con Jeanette se si usa la seduzione in ogni incontro, ed è una delle vampire che appaiono sui poster sexy forniti al giocatore da Gary Golden.
"Sono il nome scritto sulle porte dei bagni degli uomini. Sono il dito che scende lungo la schiena quando cala l'oscurità. Chiunque mi conosca vuole sollevarmi dalla mia tristezza, e la domanda è sempre la stessa: chi... è... quella... ragazza?"
È possibile convincere le due sorelle alla coesistenza pacifica. L'individuo così formato, "Tourette", pregherà il giocatore di non rivelare il suo segreto e continuerà a fingersi due persone separate, e Santa Monica passa sotto la Camarilla.
Vandal Cleaver
Un dipendente della banca del sangue della clinica di Santa Monica, Vandal è il Ghoul di Therese\Jeanette che vende sacche di sangue al giocatore. Vandal è un individuo dalla personalità misantropica con tendenze sociopatiche e psicopatiche peggiorate dalla presenza di sangue Malkavian, presentando anche un passato criminale come stalker e tentati stupri; ha un rapporto amore-odio con la sua padrona, chiamandola "Queen Bitch", che l'ha forzato essere il suo Ghoul dopo che Vandal aveva cercato di stalkerarla. 
Un giocatore con bassa umanità potrà parlare con Vandal dei macabri dettagli dei suoi omicidi. Vandal ha rinchiuso Lily per il sangue e dopo averla liberata, Vandal rifiuterà di vendere sangue al giocatore, che se è Malkavian potrà far ridere di pazzia Vandal per farlo dimenticare della faccenda oppure va rimpiazzata con un altro cittadino.
Gary Golden
Il Primogenito di tutti i Nosferatu di Hollywood, un tempo noto come Gary Golden il Magnifico. Ex attore bellissimo, Abbracciato negli anni '50, sparì dall circolazione subito dopo. Sceglie i suoi Infanti in base ad una specie di contrappasso: una modella troppo vanitosa del suo aspetto e con un caratteraccio, oppure un hacker che si era infiltrato in uno dei suoi server (Condanna Mitnick ad essere un Nosferatu, ma allo stesso tempo gli fornisce tutte le attrezzature che vuole). Dopo un bel po' di peripezie attraverso le fogne di Los Angeles, il giocatore arriverà a parlare con lui in una delle sequenze più spettacolari del gioco. Odia i Toreador e fornisce un "appartamento" nei Cunicoli al giocatore, se questi è un Nosferatu.
"Sono fatto della stessa materia degli incubi. Sei sicuro di volermi vedere, capo?"
Bertram Tung
È un Nosferatu che ha una faida con Therese Voerman. Vive in una cisterna abbandonata a Santa Monica. È una preziosa fonte di informazioni su clan, sette e personaggi importanti, oltre a essere un hacker passabile. Aiuta il giocatore a entrare nel Magazzino dei Sabbat.
"Se chiedi a me i Sabbat non hanno senso, dicono tutti 'ehi, facciamo casino sulla Terra così possiamo sentirci forti e cattivi, ops, sono morto, come è potuto accadere?'"
Ming Xiao
Leader dei Kuei-jin, una setta di vampiri asiatici che vive nel tempio di Chinatown. Viene considerata dalla popolazione locale come una specie di "protettrice". In ogni situazione, assume un atteggiamento diplomatico, senza far mai trasparire le sue reali intenzioni: distruggere la popolazione vampirica di Los Angeles e assumerne il controllo assieme alla sua stirpe. È anche responsabile del recente aumento delle gang cinesi a Chinatown e per aver assoldato lo scienziato che cercherà di fare esperimenti sui vampiri, tra cui il giocatore stesso. È una delle vampire che appaiono sui poster sexy forniti al giocatore da Gary Golden.
"Mi stai sicuramente fraintendendo, giovane Fratello. Certamente non era mia intenzione offendere." (dopo un sermone su come i Kuei-jin siano superiori ai vampiri)
Maximilian Strauss
Reggente dei Tremere. Anche se appartiene alla Camarilla, non ha una grande simpatia per LaCroix e cerca degli alleati per affrontarlo. Il suo look (vestito completamente di pelle di coccodrillo di colore rosso) e il suo modo di parlare, pacato e signorile, riflettono in pieno le caratteristiche del clan Tremere: mistero, riservatezza, austerità, culto del sangue derivati dalla diablerie su di un vampiro Tzimisce. Il suo scheletro nell'armadio è un gargoyle, sua creazione, che gli si è ribellato e vive da solo a Hollywood. Durante il gioco è possibile rivelare questo segreto a Isaac Abrams, perdendo però il favore di Strauss (e la possibile alleanza con la Camarilla). Fornisce un appartamento ai personaggi Tremere, e rivelerà loro alcuni segreti del clan (sempre se il giocatore è un Tremere), oltre all'occasionale gingillo mistico. Se il giocatore non rivela il segreto di Strauss, il Tassista potrà portare il giocatore alla casa di Strauss nella Downtown per avvisarlo dell'alleanza di LaCroix con i kuei-jin, e alleandosi di conseguenza con la Camarilla.
"Il vero potere non sta nella ricchezza, ma nelle cose che essa ti offre."
"A volte è bene che certe conoscenze rimangano... nascoste."
Isaac Abrams
Un Toreador e Barone di Hollywood, molto educato e tradizionalista, fa parte della setta anarchica. Interessato al cinema sopra ogni altra cosa, dichiara di aver sostenuto economicamente i più grandi attori e registi del mondo mortale, ed aiuta il giocatore nella sua ricerca dei nosferatu. È il Sire di Ash Rivers, una famosa popstar che ha abbracciato perché quest'ultimo, dopo la recitazione di un film, stava per morire di overdose. Sarà molto impressionato se il giocatore riesce a convincere il gargoyle a combattere e a diventare alleato degli Anarchici contro la Camarilla.
"Nel corso della tua vita mortale, seppur inconsciamente, hai di sicuro visto una delle mie produzioni. Hitchcock, De Niro, Dean..."
Lo Sceriffo
Un essere gigantesco e misterioso, dagli occhi rossi. Nessuno sa chi sia e quale sia il suo nome. Si sa soltanto che LaCroix lo ha conosciuto in Africa e che da allora è il suo boia e guardia del corpo personale. All'inizio del gioco, è lui che decapita il vampiro che ha dato l'Abbraccio al protagonista. Durante la missione introduttiva, viene visto uccidere alcuni Sabbat con un semplice gesto. Lo si trova perennemente nell'ufficio di LaCroix, muto, massiccio e impassibile. Possiede l'abilità di trasformarsi in un gigantesco pipistrello.
"Ah sì, lo sceriffo, adoro come tutti parlano di questo grande mistero, è come se qualcuno avesse Abbracciato un gorilla dopato"
Beckett
Un vampiro Gangrel indipendente, pacato e molto istruito, cosa molto inusuale per il suo Clan, e capace di trasformarsi in lupo. Completamente disinteressato alla politica, compare solo dove c'è qualche interesse di natura storica o archeologica. È scettico su qualunque leggenda, nega l'esistenza di Caino o degli Antidiluviani ed è convinto che la Gehenna sia solo una superstizione. Si pensa che sia molto più anziano di tutti i vampiri di Los Angeles: egli stesso rivela che è conosciuto come "Beckett" solo da trecento anni. In realtà ne ha più di ottocento dato che è di settima generazione. Rivolge al giocatore l'avvertimento finale di non aprire il sarcofago, sebbene abbia sostenuto per tutto il tempo che non conteneva di certo un Antidiluviano. Col senno di poi, è probabile che Beckett abbia ricevuto una soffiata da Jack. Dà dei consigli al giocatore e lo incontra più volte nel gioco, chiedendogli cosa pensa della reale natura dei vampiri e sarà impressionato se il giocatore dà risposte logiche, ed è una delle due persone di cui, secondo Rosa, il giocatore può fidarsi totalmente.
"L'individualismo è un sentiero irto di ostacoli, e a volte folle inferocite, ma con tutte le sue asperità è l'unico che valga la pena percorrere."
Protagonista: "Non conosco nessun problema che non posso risolvere con la mia forza." Beckett: "Io ne conosco uno... si chiama lupo mannaro."
Grünfeld Bach
Un fanatico cacciatore di vampiri tedesco, facente parte di un'organizzazione segreta finanziata dal Vaticano, conosciuta come Società di Leopold. Ha un odio personale verso LaCroix, in quanto LaCroix stesso ha ucciso suo padre e suo nonno, membri di una lunga dinastia di Inquisitori, come amano farsi chiamare. È un abile cecchino e possiede anche dei poteri particolari, derivanti dalla sua fortissima fede in Dio: può momentaneamente accecare i vampiri e teletrasportarsi lontano da loro.
"Giaci a terra e sii purificato dalle fiamme!"
Skelter
Un anarchico che agisce nella downtown di Los Angeles, reduce della guerra del Vietnam. Offre una personalissima visione della maledizione vampirica ed è molto seccato nei riguardi del giocatore, ma diventa più disponibile se questi completa una missione per lui.
"Devi capire, Fratello, che quella che ti porti nelle vene è una maledizione vecchia di seimila anni."
Damsel
Una anarchica che controlla in segreto le attività di LaCroix, sebbene non scopra mai nulla di veramente rilevante. Ex studentessa di college, sembra che abbia protestato contro la guerra del Vietnam e che simpatizzi per il comunismo, volendo lo stesso per i vampiri. Se si risolve la piaga che infesta la downtown, si ammorbidisce un po' e offre la possibilità di diventare la spia degli anarchici nell'organizzazione di LaCroix e, successivamente all'eventuale alleanza con loro, è una delle vampire che appaiono sui poster sexy forniti al giocatore da Gary Golden.
"Qual è il mio problema? Ti dirò una cosa. Finché lavori per quel tizio su nella Torre, non mi devi nemmeno dire nulla per avere un problema con me, Camarillino."
Pisha
Una vampira mangiatrice di carne (Nagaraja) che vive nelle fondamenta di un ospedale abbandonato, nel quale attira umani per poi cibarsene. Studiosa di oggetti occulti, il giocatore può offrirle il suo aiuto in cambio di reliquie.
"Il vero terrore non è la visione della morte, ma la paura della morte."
Andrei
Un sinistro Tzimisce, probabilmente originario dell'Europa orientale, che dirige l'area dei Sabbat. È il responsabile della creazione delle creature che infestano le fogne di Hollywood ed è volto a distruggere il sarcofago di Ankara, per paura che all'interno vi sia davvero un Antidiluviano. Andrei ha manipolato il proprio aspetto fino a diventare mostruoso.
"Dimmi, ragazzo, è il mio aspetto che ti turba,o è la mia conoscenza su di te a spaventarti?"
Velvet Velour (V.V.)
Una seducente Toreador proprietaria dello strip club "Vesuvius". Appare quasi come una comune umana per la sua carnagione lievemente più colorita (del resto i Toreador sono la razza vampirica più "umana"), dai capelli scarlatti, vestita soltanto di seducenti capi intimi di pizzo, è molto gentile e detesta i conflitti, volendo evitare la morte quando possibile. Un personaggio Malkavian può rivelare che il suo vero nome è in realtà "Susan", anche se V.V. si rifiuta di dire altro, dicendo che quel nome appartiene a una "ragazza morta". Se il giocatore sarà gentile con lei e porta a termine perfettamente le sue missioni, dichiarerà i suoi sentimenti per il giocatore ed invierà poesie amorose via email, oltre a una foto autografata.
"Adulatore, no, sono solo una ballerina.ma se continui così potresti avere uno show privato"
Imalia
Una ex bellissima supermodella Abbracciata dal Nosferatu Gary Golden (è cioè una "Cleopatra", cioè un Nosferatu che da umano era bellissimo ma possedeva un caratterino). Ha un caratteraccio, ma il giocatore può fare delle missioni per lei e si calmerà un po'. È possibile vedere un suo poster prima del suo abbraccio nel secondo appartamento di Santa Monica, accanto a quello di Mercurio. Imalia aveva appena vinto il premio per "The Most Ridicolous Hot Chick of 2003", quando, tornata a casa, trovò Gary sul divano con un Martini in mano.
"Forse non mi riconosci, con questa specie di Mascara con la Motosega che mi ritrovo in faccia."
Mitnick
Un Nosferatu che ha fin da umano la fama di essere un hacker formidabile. Il suo nome è un chiaro riferimento a Kevin Mitnick, hacker realmente esistito, Mitnick era un hacker solitario che hackerò i codici di lancio dei missili del presidente degli Stati Uniti "facendolo cagare sotto", dice Mitnick. Successivamente si trovò un server molto più difficile, che hackerò dopo soli 5 giorni senza mai fermarsi, per scoprire che era un database Nosferatu. Circa mezz'ora dopo, Gary Golden si presentò alla sua porta e lo trasformò in un Nosferatu. Se il giocatore è un Nosferatu, e sceglie attentamente le opzioni di dialogo, Mitnick darà dei suggerimenti al giocatore per entrare nelle grazie di Gary e gli racconterà della Schrecknet, un database Nosferatu.
"Basta che inserisci le tue credenziali, ed avrai accesso all'intero database Nosferatu. Vuoi il nome del sarto di LaCroix? Ce l'abbiamo. Vuoi sapere che taglia di reggiseno porta Jeanette Voerman? Hehehe, abbiamo anche quello."
Heather Poe
Una ragazza in punto di morte all'ospedale di Santa Monica. Il giocatore può decidere se donarle il proprio sangue vampirico o lasciarla morire. Se sopravvive, Heather tornerà dal giocatore più tardi nel gioco, offrendosi come servitrice e recando alcuni oggetti di valore, giungendo persino a portare un umano vivo a casa in modo che il giocatore possa nutrirsene. Verrà rapita dai Sabbat verso il finale e uccisa. È possibile evitare questo mandandola via prima del tempo oppure installando la patch non ufficiale "plus", che rende possibile salvarla.
"La mia vita sembrava priva di senso fino a quella notte in cui tu mi hai salvata... Io morirei per te..."
Romero
Un ghoul al servizio di Isaac che vive nel cimitero di Hollywood, sparando agli zombie. Come nel caso di Mitnick, il suo nome è un riferimento al regista statunitense George Romero. È possibile dargli una mano in cambio di denaro, tenendo a bada gli zombie e successivamente portandogli una prostituta, oppure, se il giocatore è femmina, si può direttamente andare a letto con Romero e saltare la missione.
"Gli zombie risorgono, io gli sparo, Hollywood evita l'apocalisse dei morti viventi e io ricevo il mio sangue per un altro mese. Tutti siamo vincitori. Tranne gli zombie."
Knox Harrington
Un ghoul al servizio di Tung a Santa Monica, sembra stupido ma finge per attirare il giocatore, visto che prima di essere Ghoul era un cacciatore di taglie, introdurrà al giocatore i ghoul, ed offrirà una missione riguardante un vampiro asiatico (kuei-jin). Si scoprirà che Bertram voleva manipolare il giocatore per sbarazzarsi del vampiro asiatico senza sporcarsi le mani.
"Ommioddio! Tu sei un vampiro! Che fico!"
E.
L'ufficioso leader dei sangue debole sulla spiaggia di Santa Monica. Ex surfista australiano, in cerca della fidanzata Lily.
"Senti, lo so che non possiamo cacciare qui intorno, perciò non c'è ragione di disturbare le mezzecalzette, ok?"
Lily
Sire di E. e sua ragazza. Lily fu Abbracciata da un vampiro tedesco di nome Rolf, che però l'abbandonò quando scoprì di aver creato un sangue debole, cioè un vampiro il cui sangue è così diluito in potenza rispetto alla norma, che molti lo considerano un segno dell'Apocalisse. Lily si innamorò di E. e lo abbracciò, ma questi la cacciò via dopo aver saputo cosa era diventato. È imprigionata nella banca del sangue di Santa Monica come cavia umana da Vandal, il ghoul di Therese Voerman.
"E... Non mi odia più?"
Stanley Gimble
Un assassino pazzo che amputa gli arti della gente che gli capita sotto mano, lavorando per un'azienda che offre gambe e braccia artificiali. Tiene sotto prigione Carson e McGee. Credendo che non avrebbe mai capito come aiutare le persone senza avere anch'egli un problema, si è amputato un braccio
"Io? Ho avuto sempre un'ossessione per l'anatomia umana, cerco di dare una mano a chi è 'svantaggiato', o anche 'un braccio'... Ahah, bella questa!"
Rosa
Una sangue debole sensitiva con il dono della preveggenza; probabilmente di stirpe Malkavian, offre dei consigli preziosi al giocatore.
Personaggio: "Di chi posso fidarmi?" Rosa: "Di non molti: l'uomo sul divano [Mercurio], il Lupo Solitario [Beckett]. Gli altri, fai attenzione."
Julius
"Spe-spe-spero che no-non mi tro-trovino qui"
Un sangue debole balbettante che vende segreti vampireschi allo scrittore fallito David Hatter per vivere. È possibile ucciderlo oppure convincerlo a lasciare Los Angeles per sempre.
David Hatter
Receptionist d'albergo con ambizioni cinematografiche, David Hatter non sa che il suo contatto, Julius, è un vero vampiro e che quello che gli dice è la vera storia dei succhiasangue. Il giocatore ha l'opzione di ucciderlo o di risparmiarlo.
Fat Larry
Rivenditore ambulante di dubbia reputazione di munizioni, armi e cianfrusaglie varie, offre una missione in cambio di uno sconto nel suo negozio.
"Il mio nome è Fat Larry, con un F-A-T perché so benissimo di avere un problema di peso, e non me ne frega un cazzo."
Arthur Kilpatrick
Cacciatore di taglie in pensione a Santa Monica. Il giocatore può chiedere informazioni su Santa Monica, e offre una missione per rintracciare Carson, il suo cacciatore di taglie.
"Sì, lo so, Santa Monica è peggiorata, tempo fa era molto meglio, non che mi lamenti, sono nella posizione migliore per vedere andare tutto allo sfascio."
Venus
Proprietaria del night club Confessions. Sebbene abbia la carnagione lattea e indossi indumenti conturbanti, Venus è in realtà una comune donna umana. Nella prima versione del gioco avrebbe dovuto essere una ghoul, da qui l'aspetto vagamente vampiresco. Ha un debito con Boris, un mafioso russo che le ha dato la gestione del club. Se non riesce a pagare, deve avere rapporti sessuali con lui per ripagarlo. È possibile diventare partner del club uccidendo Boris oppure uccidere Venus per Boris in cambio di 1000$.
"Non vedo peccare abbastanza qui."
Chunk
Grassa guardia giurata: dal primo incontro in Santa Monica come guardia di una galleria d'arte finirà poi a fare il turno di notte nel grattacielo di LaCroix. È una persona ingenua ma gentile. Durante il gioco, Chunk sviluppa un'amicizia con il personaggio del giocatore se questi è maschio, e una cotta se questi è femmina. In ogni caso, sono rapporti a senso unico. Se viene ucciso viene rimpiazzato dal fratello gemello, che non dice una parola.
"È stato un piacere lavorare con te, capo, e ricorda, non lasciare che l'insaporita torta della vita ti trattenga dal raggiungere la dolce crema del successo."

## Modalità di gioco
All'inizio del gioco, è necessario creare un personaggio. Questa operazione può essere effettuata in due modi: rispondendo a delle domande, come già visto nelle serie Ultima e The Elder Scrolls, oppure scegliendo un clan e impostando statistiche e abilità da zero. L'insieme delle regole e delle statistiche è molto semplificato, rispetto alla controparte cartacea. Nel corso del gioco, completando le quest affidate al giocatore, verranno assegnati dei punti esperienza che potranno essere spesi per migliorare le proprie statistiche e acquisire nuovi poteri (discipline vampiriche). Portando a termine degli obiettivi secondari, o trovando strade alternative nella risoluzione degli enigmi, verranno assegnati dei punti esperienza extra. A differenza di molti altri giochi di ruolo, non esiste il "livello" del personaggio né la classe: ciò consente al giocatore la massima libertà nella creazione e nello sviluppo del proprio personaggio.
Il gioco si sviluppa in due componenti principali:
- Esplorazione/interazione: il giocatore visita i diversi quartieri di Los Angeles e deve parlare con diversi PNG, mantenendo delle complesse relazioni sociali. Durante i dialoghi, la visuale passa su un primo piano dell'interlocutore, permettendo di apprezzare l'ottima qualità delle animazioni facciali dei personaggi, completamente in 3D. Molte delle scelte operate nei dialoghi influiscono sull'andamento della trama e sulla risoluzione delle quest.
- Combattimenti e missioni: a seconda degli obiettivi dettati dalle quest, il giocatore si trova a svolgere delle missioni che vanno dal sabotaggio, all'omicidio, al furto o recupero di determinati oggetti, al salvataggio di alcuni personaggi. In alcune missioni è necessario adottare un basso profilo, eludendo la polizia o i criminali presenti nell'area. In altre, non c'è nessuna possibilità di passare inosservati, rendendo così obbligatorio l'uso della violenza, come quando bisogna affrontare uno dei cosiddetti boss. In altre ancora, la scelta è affidata al giocatore. Sono disponibili due tipologie di telecamere, selezionabili attraverso la pressione di un tasto, una in prima persona e l'altra in terza persona.

### Statistiche
Le statistiche sono suddivise in tre gruppi (attributi, abilità e discipline), a loro volta suddivisi in tre sottogruppi.
Attributi: definiscono le caratteristiche fisiche, sociali e mentali del vampiro.
- Fisici: comprendono la forza (Strength), la destrezza (Dexterity) e la resistenza (Stamina). Influenzano tutte le attività che richiedono uno sforzo fisico, come combattere, schivare colpi, sollevare pesi, strisciare nell'ombra, forzare serrature.
- Sociali: comprendono il carisma (Charisma), l'abilità nel parlare (Manipulation) e l'aspetto fisico (Appearance). Più queste caratteristiche sono alte, più è possibile che compaiano scelte aggiuntive nei dialoghi, visualizzate mediante colori e font diversi da quelle normali: blu per la persuasione, verde per le minacce, rosa per i tentativi di seduzione. Influenzano anche l'abilità nel mercanteggiare sui prezzi. Alcuni clan, come i Ventrue e i Malkavian, possono usare delle linee di dialogo particolari, derivanti dalla loro capacità di influenzare la mente umana.
- Mentali: comprendono la percezione visiva (Perception), l'intelligenza (Intelligence) e la prontezza di spirito (Wits). Queste statistiche influenzano varie azioni, comprendenti la capacità di prendere la mira con armi da fuoco, la resistenza ai danni subiti, l'uso dei computer e la capacità di trovare indizi e imparare nuove abilità dai libri.

Abilità: influenzano ulteriormente le azioni che il giocatore può compiere.
- Talenti: influiscono sulle capacità combattive, sia di offesa che di difesa.
- Capacità: svolgono svariati compiti, dallo strisciare inosservati, allo scasso, al combattimento con armi bianche e da fuoco, e possono essere aumentate studiando degli appositi libri, oltre che con i punti esperienza.
- Conoscenze: l'insieme delle capacità che derivano dagli attributi mentali e sociali: intimidazione, seduzione, hacking, ricerca, ecc.

### Discipline
Sono i cosiddetti "poteri vampirici", capacità di natura magica che ogni vampiro può usare consumando una certa quantità di sangue dalla sua riserva. Ogni clan possiede 3 tipi di discipline, che vanno dal potenziamento fisico, alla trasformazione in animali e mostri, all'invisibilità, al richiamo di animali che aiutano in battaglia, alla manipolazione mentale. Alcune Discipline sono uniche per clan, come la Dementazione dei Malkavian o la Taumaturgia dei Tremere. Ogni Disciplina può essere potenziata fino al quinto livello, con effetti diversi. Senza un'adeguata riserva di sangue, le Discipline non possono essere usate, inoltre si corre il rischio di andare in Frenesia. L'insieme di regole usate in questo videogioco è molto semplificato rispetto a Vampiri: la Masquerade, il gioco di ruolo a cui è ispirato. Per questo motivo, molti degli effetti delle Discipline descritti nel gioco cartaceo non sono stati implementati nel videogioco.
La riserva di sangue inoltre determina la generazione del vampiro, ossia la distanza di discendenza da Caino, più bassa è la generazione, più potente è il vampiro,
Avendo un massimo di 15 punti sangue, il protagonista è di 8ª Generazione, piazzandolo al livello dei vampiri anziani, "nati" nel medioevo.

#### Bloodbuff
Questo potere, comune a tutti i clan, permette di aumentare temporaneamente le statistiche fisiche del giocatore. L'uso di questa Disciplina davanti ai mortali non comporta alcuna violazione della Masquerade.
Bloodheal
Più che di una disciplina si tratta di usare il sangue per accelerare la guarigione delle ferite. Anche in questo caso niente violazione della Masquerade
Celerity
Aumenta la velocità del giocatore e rallenta il tempo, permettendo attacchi rapidi. L'uso della disciplina dopo il primo rango porta a una violazione della Masquerade. Disponibile unicamente per i clan Brujah e Toreador. 

#### Potence
Aumenta temporaneamente il danno causato dagli attacchi fisici del giocatore. L'entità del danno, la durata e il consumo di sangue aumentano con l'avanzare del livello. L'uso di questa Disciplina davanti ai mortali non comporta alcuna violazione della Masquerade. Disponibile unicamente per i clan Brujah e Nosferatu.

#### Fortitude
Aumenta temporaneamente la resistenza ai danni causati dagli attacchi dei nemici. L'effetto, la durata e il consumo di sangue aumentano con l'avanzare del livello. L'uso di questa Disciplina davanti ai mortali non comporta alcuna violazione della Masquerade. Disponibile unicamente per i clan Gangrel e Ventrue.

#### Animalism
Consente di evocare per un determinato lasso di tempo degli animali che aiutano il giocatore durante un combattimento. L'effetto, la durata e il consumo di sangue variano con l'avanzare del livello.
Per i suoi vistosi effetti, l'uso di questa Disciplina davanti ai mortali comporta un violazione della Masquerade. Disponibile unicamente per i clan Gangrel e Nosferatu.

#### Auspex
Aumenta temporaneamente la Percezione e l'Intelligenza del giocatore e gli rende visibili le aure degli esseri viventi, degli spiriti e delle creature non-morte, anche attraverso i muri. Il colore dell'aura dipende dall'atteggiamento della creatura verso il giocatore:
- bianco: la creatura è neutrale o non è consapevole della nostra presenza
- blu: la creatura è in stato di allerta e ci sta cercando
- rosso: la creatura è consapevole della nostra presenza e ha un atteggiamento aggressivo o sta fuggendo da noi

La visuale del gioco, inoltre, diventa più luminosa, permettendo così al giocatore di vedere anche in situazioni di completa oscurità.
Il consumo di sangue è di un punto per tutti i livelli. Gli effetti e la durata aumentano con l'avanzare del livello. L'uso di questa Disciplina davanti ai mortali non comporta alcuna violazione della Masquerade. Disponibile unicamente per i clan Malkavian, Toreador e Tremere.

#### Dominate
Consente al giocatore di controllare le menti dei nemici (umani o vampiri di basso livello), mandandoli in trance, spingendoli a combattere al proprio fianco o, addirittura, a commettere suicidio. L'uso di questa Disciplina davanti ai mortali non comporta alcuna violazione della Masquerade. Disponibile unicamente per i clan Tremere e Ventrue.

#### Obfuscate
Consente al giocatore di rendersi invisibile, ma con diverse limitazioni che variano con l'avanzare del livello. La visuale del gioco assume una colorazione verdastra e si odono delle voci che sussurrano parole senza senso. Se il vampiro rimane immobile (lurking), il timer della disciplina rimane fermo. Se si sferra un attacco o s'interagisce con l'ambiente, l'effetto viene momentaneamente annullato. Per attivare questa disciplina, il giocatore deve essere fuori dal raggio visivo di qualsiasi essere vivente. Il consumo di sangue è di un punto per tutti i livelli, mentre gli effetti e la durata variano con l'aumentare del livello. L'uso di questa Disciplina davanti ai mortali non comporta alcuna violazione della Masquerade. Disponibile unicamente per i clan Malkavian e Nosferatu.

#### Thaumaturgy
È la Disciplina caratteristica del clan Tremere, basata sul controllo del sangue. Un vampiro Tremere è capace di manipolare il sangue, sia il suo sia quello del nemico, fino al punto da fargli assumere le forme e/o gli effetti più inimmaginabili, come, ad esempio, quello di prosciugare o far esplodere il sangue di un nemico o di utilizzare il proprio come armatura o arma a lungo raggio. La gamma di effetti e il consumo di sangue variano con l'avanzare del livello. Per i suoi vistosi effetti, l'uso di questa Disciplina davanti ai mortali comporta una violazione della Masquerade.

#### Dementation
È la Disciplina caratteristica del clan Malkavian, derivante dalla loro particolare maledizione, che è la pazzia. Il loro stato mentale alterato può essere trasmesso anche ai nemici, generando in loro raptus di follia e macabre allucinazioni. Può essere usato anche all'interno della finestra di dialogo come mezzo di persuasione: per esempio, per costringere una persona ad aprire una porta chiusa a chiave, la si può convincere che lei è una chiave e ordinarle di fare il suo lavoro. Queste particolari opzioni di dialogo sono evidenziate con dei caratteri distorti di colore rosso. All'inizio della frase, subito dopo il numero che la indica, compare un certo numero di pallini rossi, indicanti i punti di sangue necessari ad attivare la Disciplina in quel particolare caso. Fuori dai dialoghi, invece, funziona come tutte le altre discipline. Gli effetti e i costi di attivazione variano a seconda del livello. L'uso di questa Disciplina davanti ai mortali non comporta alcuna violazione della Masquerade.

#### Protean
È la Disciplina caratteristica del clan Gangrel. Consente loro di assumere le sembianze di un grande e feroce mostro, dotato, oltre di una forza, resistenza e velocità quadruplicata, della capacità di vedere nell'oscurità più totale. Per i suoi vistosi effetti, l'uso di questa Disciplina davanti ai mortali comporta una violazione della Masquerade.

### Umanità e Punti Masquerade
Sono dei particolari punteggi influenzati dalla condotta morale del giocatore. L'Umanità è un indice di quanto il vampiro sia rimasto vicino alla sua precedente natura di essere umano. Più l'umanità è alta, più il vampiro è misurato nelle sue azioni. Quando un vampiro uccide umani innocenti, perde punti umanità e si avvicina sempre di più alla Bestia interiore, aumentando le possibilità di andare in Frenesia e modificando le scelte possibili nei dialoghi. Anche se i vampiri devono nutrirsi del sangue dei mortali, possono evitare di ucciderli, stando attenti a non prosciugarli completamente.
Un vampiro in Frenesia perde il controllo delle proprie azioni e diventa una macchina per uccidere in preda alla sete di sangue. La Frenesia dura pochi secondi, ma può portare a gravi conseguenze, come una violazione della Masquerade. I Punti Umanità possono essere recuperati compiendo buone azioni o spendendo punti esperienza.
La Masquerade è un codice etico che vieta ai vampiri di mostrare la propria natura ai mortali. Se i mortali si ribellassero, potrebbero portare i vampiri all'estinzione, grazie alla semplice superiorità numerica.
All'inizio del gioco, il giocatore possiede 5 Punti Masquerade: se viene visto da un mortale mentre compie atti soprannaturali, come succhiare sangue o usare Discipline dall'effetto vistoso, si verifica una violazione della Masquerade. Dopo 5 violazioni, il protagonista viene giustiziato e il gioco finisce. I Punti Masquerade possono essere recuperati compiendo azioni di copertura, come l'eliminazione di testimoni oculari o di prove dell'esistenza dei vampiri.

### Le zone
L'area di gioco è suddivisa in zone, caratterizzate da un insieme di regole che influenzano il modo di giocare. Sono di tre tipi e vengono identificate da un simbolo che appare sopra la barra dell'energia.
- Elysium: è il dominio personale di un potente vampiro. All'interno di esso, non si possono usare né armi né Discipline. Viene garantita così l'incolumità dei personaggi chiave della trama. Alcuni esempi di Elysium sono l'Asylum, il locale gestito dalle sorelle Voerman, e la Venture Tower, sede dell'ufficio di LaCroix. Questa zona è identificata dal simbolo di una E gotica.
- Zona soggetta a Masquerade: comprende le strade, i vicoli, i negozi e le abitazioni in cui sono presenti dei mortali. Qualunque azione che mostri la propria natura vampirica, costituisce una violazione della Masquerade, e va quindi evitata, nei limiti del possibile. Il giocatore è comunque libero di compiere le suddette violazioni, sopportandone le conseguenze, e di succhiare sangue dagli umani, sempre che non ci sia un altro umano a guardare. Inoltre, può anche commettere azioni considerate criminose dalla società civile, come l'aggressione, l'omicidio e lo scasso, attirando così le attenzioni della polizia, come già visto nella serie GTA. Il simbolo che identifica queste zone è quello classico delle due maschere da teatro, ma con la sola maschera triste.
- Zona di combattimento: in queste zone, tutto è permesso. Il giocatore è libero di attaccare e uccidere qualunque essere vivente e di usare qualunque disciplina. Non esistono umani innocenti, quindi non si corre il rischio di perdere punti umanità. Queste zone corrispondono alle aree controllate dal Sabbat o da bande criminali. Alcuni esempi: il magazzino dei Sabbat, la casa dei delinquenti sulla spiaggia, la villa del Malkavian Grout, l'hotel infestato dai fantasmi. Il simbolo che identifica queste zone è una pistola.

## I clan vampirici
Brujah
Considerati violenti e rissosi, la loro irruenza li porta ad avere dei fortissimi ideali di libertà, e per questo la maggior parte di loro fa parte della setta degli Anarch. Tuttavia, alcuni sono affiliati alla Camarilla. La loro rabbia li porta ad essere avvantaggiati rispetto agli altri vampiri nel combattimento ravvicinato, sono però piuttosto facili da mandare nello status di Frenesia. Si pronuncia "bruha", come nello spagnolo "Josè".
Le loro Discipline sono Celerity (Velocità), Potence (Potenza) e Presence (Ascendente).
Gangrel
Avendo accettato e compreso la Bestia interiore, i Gangrel sono in grado di controllarla e di trasformarsi a loro piacimento in mostri resistenti e combattivi. Vivono ai margini della società, interessandosi di rado alle questioni politiche. Come i Brujah, tendono ad andare spesso nello status di Frenesia, però ottengono dei sostanziosi bonus in Forza, Prontezza e Costituzione rispetto a questi ultimi.
Le loro Discipline sono Animalism (animalismo), Fortitude (Fortitudine) e Protean (Proteiforme), quest'ultima è un'abilità propria di questo clan.
Malkavian
Il sangue dei Malkavian porta con sé la pazzia. Essa può assumere le più svariate forme, da soverchianti tendenze omicide a stati di quasi-catatonia. Un personaggio Malkavian ha una visione alterata delle cose (per esempio, può mettersi a parlare con un cartello stradale) e ha delle scelte particolari nei dialoghi, derivanti dalla loro inaspettata saggezza. Ha anche delle piccole premonizioni dal futuro, che gli consentono di indovinare il nome dell'interlocutore o il clan di appartenenza, e alcuni personaggi fanno dei commenti sul suo particolare modo di esprimersi. In alcune occasioni, il Malkavian sente una voce che lo avverte di un pericolo. Altra particolarità: normalmente, accendendo un televisore, si assiste a un notiziario che riporta alcuni avvenimenti occorsi durante lo svolgersi del gioco. Nel caso del Malkavian, il telecronista accusa direttamente lo spettatore come il responsabile di furti e attentati. Per questi motivi, molti giocatori esperti consigliano di finire il gioco con un altro personaggio, per poi cimentarsi col Malkavian. Purtroppo, molti di questi dettagli sfuggono ai giocatori non anglofoni. Le loro Discipline sono Auspex, Dementation ed Obfuscate.
Nosferatu
Il loro aspetto orribile li costringe a non mostrarsi mai al genere umano, per non violare la Masquerade. Vivendo nell'ombra dei vicoli e delle fogne, hanno imparato a trarre nutrimento extra dal sangue dei ratti e sono diventati maestri nello spionaggio. Gli altri clan li disprezzano, ma sanno che non ci sono spie migliori, quando ne hanno bisogno. Alcuni di essi sono degli abili hacker. Le loro Discipline sono Animalism, Obfuscate e Potence.
Toreador
Sono i vampiri che più di tutti hanno conservato il loro aspetto umano. Sono belli, dai modi raffinati, hanno un particolare gusto per la cultura e le arti umane, spesso fanno da pigmalione per qualche artista famoso, o sono loro stessi artisti. Le loro Discipline sono Auspex, Celerity e Presence.
Tremere
Il clan più giovane e, allo stesso tempo, più misterioso. Fu fondato nel Medio Evo da un mago umano, che riuscì a diventare vampiro ingerendo il sangue dei Tzimisce e sviluppando una sua particolare disciplina, la Taumaturgia. Pur avendo delle ridotte capacità fisiche, sono comunque temibili per i loro poteri magici. Tutte le loro azioni sono volte alla ricerca della conoscenza e alla preservazione dei loro segreti. Le loro Discipline sono Auspex, Dominate e Thaumaturgy.
Ventrue
Il clan dei "nobili" di un tempo, degli "arrampicatori sociali" di ora. Dotati di grandi doti comunicative e portati per gli affari, i Ventrue muovono le fila della società attraverso subdole alleanze e sotterfugi. La loro natura raffinata non gli permette di succhiare sangue dai topi o dai barboni, poiché il sangue di bassa qualità causa in loro dei violenti malesseri. Le loro Discipline sono Dominate, Fortitude e Presence.
Thin Blood
I Thin Blood (letteralmente "sangue debole" in inglese) sono una razza emarginata perché vista dalle altre razze come una sorta di abominio generazionale. Essi sono di fatto dei vampiri generati dopo la 13ª generazione, con il sangue alterato e più debole rispetto alle generazioni precedenti. Si dice che possano sopportare la luce del sole, mangiare cibo umano e riprodursi come gli umani.
Tzimisce
I Tzimisce sono un clan di "scultori della carne" e scienziati, sono a prima vista acculturati, ospitali, gentili, ma nascondono una natura sadica, egoista ed inumana. Compongono il corpo politico dei Sabbat.
Per dormire, devono portare con sé del terriccio della loro terra natale. La maggior parte dei Tmizisce è parte dei Sabbat, ma esistono alcuni Tzimisce nella Camarilla, solitamente per fini personali.

## Le sette

### Camarilla
La Camarilla può essere considerata la setta più "civilizzata", contrapposta alla barbarie del Sabbat. Nata durante il Medioevo con lo scopo di preservare la Masquerade, essa assume che tutti i vampiri ne facciano parte, volenti o nolenti. È strutturata secondo uno schema piramidale: ai vertici vi sono i membri più anziani, che governano su interi continenti o nazioni, più giù si arriva fino ai Principi, a cui è affidato il controllo di una città, come, appunto, Los Angeles. Dietro l'apparentemente nobile scopo di preservazione della Masquerade, si celano sordide macchinazioni e conflitti di potere che hanno influenzato, e continuano a influenzare, la storia e la politica degli umani.
La Camarilla nega strenuamente l'esistenza di Caino e degli Antidiluviani, proclamandole miti e storie inventate nel corso dei secoli.

### Anarch
Gli Anarch sono vampiri che, pur rispettando la Masquerade, non vogliono essere coinvolti nei giochi di potere della Camarilla. Preferiscono seguire i loro ideali di uguaglianza, libertà e giustizia, e per questo provengono quasi tutti dai clan Brujah e Gangrel. La comunità anarchica di Los Angeles vede in Nines Rodriguez la figura di leader, anche se egli stesso ammette di essere soltanto una specie di guida spirituale.
gli Anarchici vogliono restaurare lo stato libero anarchico di Los Angeles.

### Sabbat
I vampiri del Sabbat, si autodefiniscono "Spada di Caino", perché si proclamano al servizio di Caino contro gli Antidiluviani, al contrario della Camarilla, credono alla Gehenna, dell'esistenza di Caino e degli Antidiluviani, così i Sabbat si oppongono strenuamente agli Antidiluviani e desiderano ucciderli prima che distruggano il mondo con la loro sete, perciò cercano il sarcofago a tutti i costi per distruggerlo
I Sabbat sono inoltre convinti che la loro razza debba dominare il mondo e che il genere umano debba essere sterminato, e perciò non osservano la Masquerade. A questa setta appartengono i clan più violenti e sanguinari. Tra essi, il clan dominante è quello dei Tzimisce, i cui membri praticano la disciplina della "scultura della carne" (fleshcrafting), che consiste nella capacità di piegare la carne e le ossa al proprio volere, sia di sé stessi che delle proprie vittime, creando mostri e aberrazioni di ogni tipo. Inoltre, i vampiri del Sabbat sono legati tra di loro da un rito che impone loro di bere una mistura di campioni di sangue di tutti gli altri membri. La conseguenza è che questi vampiri identificano se stessi come parte di un branco, perdono qualsiasi inibizione e si lanciano in battaglia incuranti della loro stessa vita.

### Kuei-Jin
Definiti volgarmente "vampiri asiatici", in realtà sono tutt'altra cosa. Innanzitutto, non discendono da Caino, come i normali vampiri, e non ricevono l'Abbraccio, ma si evolvono spontaneamente dalla condizione umana, sorgendo dalla tomba per motivi mistici, possono al contrario dei vampiri mangiare cibo mortale. Non hanno bisogno della Masquerade, in quanto le popolazioni asiatiche conoscono e accettano la loro esistenza. Sono temuti dai Kindred (come vengono chiamati i Cainiti) a causa dei loro poteri mistici, che vanno ben oltre le capacità di un comune vampiro. A Los Angeles, si sono insediati nel quartiere di Chinatown, dove la leader Ming Xiao svolge le funzioni di sacerdotessa nel tempio locale.

## Luoghi principali
La città di Los Angeles è divisa in quattro quartieri principali. Inizialmente, appena dopo il tutorial, è disponibile la sola area di Santa Monica. Proseguendo nella trama, verranno "sbloccate" le altre locazioni, raggiungibili unicamente in taxi. Sotto ogni quartiere c'è una rete fognaria, che permette di viaggiare inosservati da un tombino all'altro e di catturare i ratti per nutrirsi del loro sangue. L'area principale di ogni quartiere è
una zona soggetta a Masquerade, con passanti, barboni, poliziotti e prostitute. Vicino alle fermate dell'autobus si può consultare una mappa del quartiere.

### Santa Monica
Questa è la zona d'accesso all'omonima spiaggia. Qui si trova l'appartamento che LaCroix ci ha messo a disposizione come covo per nascondersi durante il giorno, sopra un banco dei pegni, dove potremo acquistare le nostre prime armi. Lì vicino c'è la residenza di Mercurio, che è anche un Elysium. Altri luoghi importanti per la trama sono: il locale notturno Asylum e il rifugio di Bertram Tung. Vi sono anche altri luoghi utili per le quest secondarie: una clinica (dove è possibile acquistare del sangue), una tavola calda, alcuni negozi, l'ufficio di un cacciatore di taglie, uno sfasciacarrozze. Tramite le fogne è possibile raggiungere l'Hotel abbandonato infestato da un fantasma.

### Downtown
Il centro di Los Angeles, dove i numerosi grattacieli dominano la vista. Più grande di Santa Monica e dall'aspetto decisamente più elegante, qui si trovano la Venture Tower, sede dell'ufficio di LaCroix, la Chantry dei Tremere, dove veniamo accolti da Maximilian Strauss, e il bar Last Round, sede degli Anarch. Dovendo fare rapporto a LaCroix dopo ogni missione, è un luogo di frequente passaggio. Vi si trova anche un venditore ambulante di armi, con un accento gangsta davvero comico. Inizialmente, le strade sono sorvegliate da certi individui che indossano una tuta protettiva contro il rischio biologico. Questo perché il quartiere è infestato da una misteriosa epidemia che sta facendo morire i barboni. La causa è un gruppo di Sabbat che sta spargendo deliberatamente il contagio tramite i loro morsi. Dopo aver eliminato la fonte dell'epidemia, gli agenti in tuta se ne andranno, lasciando il giocatore più libero di tendere agguati per strada. Se abbiamo scelto il clan Tremere, il Reggente ci darà un nuovo appartamento sopra la Chantry, altrimenti ne avremo un altro da LaCroix.
Altri luoghi legati alle quest secondarie sono: il locale notturno Confession (una chiesa sconsacrata in stile gotico), un ospedale abbandonato, un teatro (dove all'inizio del gioco viene eseguita la condanna a morte del nostro Sire), un albergo di lusso, un condominio dove si trova il nostro nuovo covo.

### Hollywood
Quest'area è costituita da un'unica strada principale con alcuni vicoli laterali. Lungo questa via, piena di luci e di passanti, vi sono vari locali e luoghi di ritrovo: il night club Asp Hole, lo strip club Vesuvius, il ristorante italiano Cavoletti Cafe, un teatro cinese (ora abbandonato), il negozio di video pornografici con peep show annesso Sin Bin, un Internet cafè. Soprattutto, vi si trovano molti altri luoghi importanti per la trama: la gioielleria del Barone anarchico Isaac Abrams, il cimitero (dove si dice siano sepolte molte star di Hollywood) e, sotto la città, in un sistema di caverne ornate con insegne al neon e rifiuti di tutti i tipi, il covo segreto dei Nosferatu. Nel drug store vicino alla fermata del taxi, vi è anche un venditore d'armi.

### Chinatown
Questo quartiere è composto da una moltitudine di stradine e vicoli che lasciano il giocatore un po' spaesato. Molti sono gli edifici costruiti secondo la classica architettura cinese: fra tutti spicca il Tempio, dimora di Ming Xiao, la leader dei Kuei-Jin. Vi sono anche diversi ristoranti e negozi, dove ci si potrà rifornire di armi e acquistare anche degli oggetti magici, un bordello (ufficialmente un centro massaggi), un mercato del pesce, alcuni edifici direzionali e delle aree controllate dalla malavita locale. In quest'area l'atmosfera è piuttosto caotica: si odono le urla dei venditori e dei chiromanti di strada e tutto è molto colorato e luminoso.

## Armi e oggetti
Ogni arma nel gioco possiede degli attributi che ne determinano l'efficacia.
- Danno base: è il danno potenziale che un'arma può infliggere indipendentemente dall'abilità di chi la usa.
- Danno effettivo: si ottiene sommando il danno base con il danno risultante dall'abilità del PG nell'uso di quel tipo di armi.
- Letalità: è un indice di quanto l'arma è efficace contro i vampiri o gli esseri sovrannaturali in generale. Esistono 3 tipi di danno: da impatto (pugni, calci, armi contundenti e armi da fuoco con munizioni non perforanti), letale (armi da taglio, denti, artigli e munizioni perforanti) e aggravato (fuoco ed elettricità). Ogni vampiro ha una certa resistenza ai vari tipi di danno, mentre gli umani subiscono i danni per intero. La resistenza al danno può essere aumentata con vestiti rinforzati o artefatti magici.
- Livello di abilità richiesto: è il livello di abilità minimo per poter usare efficacemente quell'arma. Se l'abilità è inferiore, non viene aggiunto nessun beneficio al danno base. Le armi da fuoco hanno anche altri attributi, come la precisione, la portata massima, la velocità di fuoco e di ricarica.

### Armi da corpo a corpo
Comprendono le armi da taglio e da impatto e i colpi portati a mani nude (pugni, calci, morsi e artigliate). Il danno effettivo è determinato dalla Forza del PG e dalle abilità Rissa e Corpo a Corpo. Premendo il tasto per la modalità di fuoco alternativa, il PG cerca di parare i colpi degli avversari, ammesso che l'abilità Schivare non sia troppo bassa. Se, invece, l'abilità è abbastanza alta, a volte è possibile parare i colpi anche senza premere nulla. Bisogna tener conto anche delle abilità difensive dell'avversario, che può schivare i colpi e ridurre i danni subiti. Di default, quando si impugna un'arma di questo tipo, la visuale passa in terza persona da dietro, come nella maggior parte dei videogiochi d'azione. Mentre si sferra un attacco, è possibile tenere premuto uno dei tasti
direzionali, innescando così diverse combinazioni di colpi, come affondi, colpi laterali e attacchi con salto in avanti.
In modalità stealth, è possibile avvicinarsi alle spalle della vittima ed eseguire una stealth kill (uccisione silenziosa), con effetti diversi a seconda dell'arma usata. La possibilità di eseguire questa mossa è data
quando viene visualizzato un teschio con dei dadi, appena al di sopra della vittima, ma soltanto se la vittima non è cosciente della nostra presenza.
- Mani nude: combattendo a mani nude, si possono usare varie combinazioni di colpi. Una sequenza di tre pressioni del tasto di attacco produce una combinazione di destro, sinistro e calcio rotante. Altre combinazioni possibili sono i ganci laterali e gli uppercut. Tenendo premuto il tasto di movimento all'indietro, il PG salta in avanti portando un colpo a due mani, seguito da un calcio rotante. In modalità stealth, il PG usa le mani per torcere il collo alla vittima. Usando determinate discipline si possono aumentare i danni provocati a mani nude: per esempio, con le discipline Blood Buff e Potence, si aumenta la forza fisica, mentre la disciplina Proteus trasforma le mani in artigli, provocando così un danno di tipo letale.
- Combat Knife (coltello da combattimento): arma da taglio molto comune, veloce e con una buona varietà di colpi, infligge danno letale. In modalità stealth, viene usato per tagliare la gola alla vittima.
- Tire Iron (ferro per ruote o stallonatore): il classico attrezzo per svitare i bulloni delle ruote delle automobili, usato come arma contundente. In modalità stealth, viene usato per spezzare il collo alla vittima.
- Baseball Bat (mazza da baseball): comunissima mazza da baseball, impugnata a due mani, In modalità stealth, si usa come l'arma precedente.
- Severed Arm (braccio amputato/mozzato): lo si ottiene dopo aver ucciso Gimble, un chirurgo pazzo che si diverte ad amputare arti alla gente. Viene impugnato usando il moncherino di osso rimasto scoperto e si usa come il ferro per ruote. Piuttosto inutile, se non per il valore umoristico.
- Fire Axe (ascia per incendi): è l'ascia usata dai pompieri per abbattere le porte. È lenta, ma più potente del coltello. In modalità stealth, assesta un colpo brutale sul collo della vittima, scaraventandola di lato.
- Katana: la classica spada del samurai. Unisce una buona potenza ad una grande varietà di mosse, che comprendono fendenti laterali, capriole e rotazioni. La si può trovare solamente a Chinatown, comprandola nel negozio o uccidendo i membri della banda dei Tong. In modalità stealth, trapassa la vittima da parte a parte, con abbondante spargimento di sangue. Viene anche riprodotta una piccola melodia di quattro note in stile orientale, probabilmente suonata con uno shamisen.
- Bush Hook (roncola): non è altro che un gancio con un lungo manico, usato per potare le piante. Si usa come l'ascia da pompiere, ma è più potente. Arma bianca più potente del gioco, a pari merito con la katana.

### Armi da fuoco
L'uso delle armi da fuoco è governato dall'attributo Percezione e dall'abilità Armi da fuoco. Le più comuni possono essere acquistate da tutti i negozianti o raccolte da terra quando si uccide un nemico, ma alcune armi particolarmente potenti si possono acquistare soltanto da Mercurio e soltanto se lo abbiamo aiutato nascondendo a LaCroix la sua "brutta figura" con i delinquenti sulla spiaggia. Normalmente, quando si impugna un'arma da fuoco, la visuale del gioco passa in soggettiva, come in un FPS. In basso a sinistra, vicino al simbolo dell'arma usata, vi è l'indicatore delle munizioni. Alcune armi hanno una modalità di fuoco secondaria, selezionabile tramite la pressione di un tasto.
- .38 (Colt Police Positive): la prima pistola che troviamo nel gioco. È una rivoltella poco potente, usata dalla maggior parte dei criminali di Los Angeles. Smiling Jack la chiama "cerbottana", proprio per sottolinearne la scarsa potenza.
- Brokk 17c (Glock 17c): pistola semi-automatica con compensatore integrato. Più potente e più veloce della.38, è inoltre dotata di un caricatore da 17 colpi.
- Colt Anaconda: una rivoltella in calibro.44 Magnum, molto più potente della.38. Può essere usata nella modalità di fuoco secondaria conosciuta come fan: si tiene la mano sinistra sul cane, pronta a riarmarlo dopo lo sparo, a favore di una maggiore velocità di fuoco, ma a scapito della precisione.
- Utica M37 (Ithaca Mod.37): fucile a pompa di discreta potenza, ma lento nel fuoco e nella ricarica. Usato a distanza ravvicinata, può scaraventare lontano l'avversario.
- Braddock 9mm (MAC Ingram M11): una pistola mitragliatrice piuttosto diffusa fra le gang, utilizzabile con una sola mano. Dotata di una buona cadenza di fuoco, ma di scarsa precisione, è conosciuta anche come "spruzza e prega".
- Lassiter Killmatic (IMI Uzi): altra pistola mitragliatrice a mano singola, più potente della Braddock e dell'AUG.
- Steyr AUG: fucile automatico d'assalto, dotato di mirino telescopico. Nel gioco, viene usato dai Cacciatori della Società di Leopold e dai corpi speciali.
- Jaegerspas XV (Franchi SPAS-15): è un fucile a canna liscia automatico, con un'enorme potenza di fuoco. Utilizza munizioni simili a quelle dell'Utica M37, ma è più potente ma è dotato di una modalità a raffica che lo rende l'arma più potente del gioco. Si può acquistare solo da Mercurio.
- Jamie Sue: fucile ad otturatore, molto potente ma lento nella ricarica. Nonostante sia visibilmente privo di ottica l'utilizzo dell'"Attacco secondario" consente uno ingrandimento notevole del bersaglio, proprio come un fucile di precisione. Può essere chiesto a Romero come ricompensa per l'aver tenuto gli zombie a bada nel cimitero in sua assenza.
- SWAT Rifle (fucile SWAT): è un fucile di precisione ispirato a quello usato dalle forze speciali SWAT. Secondo la descrizione fornita nel gioco, "permette di colpire la singola gocciolina di sudore sulla fronte del bersaglio". Anche quest'arma si può acquistare solo da Mercurio.
- Flamethrower (lanciafiamme): l'arma più temuta dai vampiri. Ha una portata molto ridotta, ma quando colpisce un bersaglio, questi continua a bruciare per qualche secondo, causando danni aggravati. Anche quest'arma è acquistabile presso Mercurio, ma la si può trovare anche durante la missione in cui bisogna distruggere il covo del Sabbath a Downtown. Necessaria nel finale, ottima contro i boss.
- Crossbow (balestra): trattata come un'arma da fuoco, viene usata da alcuni Kuei-Jin. Pur essendo piuttosto lenta nel fuoco e nella ricarica, è dotata di buona potenza e precisione.

### Oggetti magici
Sono particolari oggetti che aumentano alcune statistiche, danno protezioni aggiuntive o hanno funzioni particolari. Per la maggior parte, basta averli nell'inventario per godere dei loro benefici. Si ottengono quasi tutti completando delle quest, ma alcuni possono essere raccolti in zone particolarmente pericolose.
- Tarulfang: è la zanna di un lupo mannaro. Riduce la possibilità di andare in Frenesia.
- Bloodstar: una pietra di colore rosso che, portata al collo, raddoppia la durata della disciplina Blood Buff.
- Weekapaug Thistle (cardo di Weekapaug): una pianta pietrificata che aumenta di un punto la Difesa.
- Galdjum: un minerale che aumenta la durata delle Discipline passive (Auspex, Bloodbuff, Celerity, Fortitude, Obfuscate, Presence) del 25%.
- Key of Alamut (chiave di Alamut): una sorta di bacchetta magica con un teschio di animale in cima, aumenta l'Assorbimento (Soak) di ogni tipo di danni (quindi anche quelli aggravati). Lo si ottiene consegnando a Pisha il libro trovato nella villa dei Giovanni.
- Odious Chalice (calice odioso): un artefatto vivente creato da un Tzimisce. Raccoglie il sangue dei nemici uccisi, fino ad un massimo di dieci punti. Permette di ripristinare la riserva di sangue del vampiro. Lo si ottiene consegnando a Pisha il feticcio trovato nel museo.
- Daimonori: questo artefatto è utilizzabile unicamente dai Tremere. Aumenta del 35% i danni causati dalla Taumaturgia.
- Fae Charm (amuleto delle fate): aumenta di 1 punto la Destrezza.
- Tal'mahe'ra Blade (lama della Tal'mahe'ra): dall'aspetto di una katana nera, ha gli stessi attributi di questa, ma infligge danni aggravati. La si può trovare in posti diversi a seconda della patch usata.

## Colonna sonora
Nei vari locali presenti nel gioco è possibile varie canzoni su licenza di artisti, famosi ed emergenti, nel campo goth-underground e metal. In alcune edizioni limitate del gioco era stato aggiunto un CD audio con le canzoni (con aggiunto il video di Swamped):
1. Ministry – Bloodlines – 7:16 – riprodotta nel Confession a Downtown
2. Daniel Ash – Come Alive – 5:55 – riprodotta nel Glaze a Chinatown (dopo Pound)
3. Tiamat – Cain – 5:27 – riprodotta nell'Asp Hole
4. Lacuna Coil – Swamped – 4:02 – riprodotta nell'Asp Hole a Hollywood (dopo Cain) e nei titoli di coda
5. Chiasm – Isolated – 5:17 – riprodotta nell'Asylum a Santa Monica
6. Die My Darling – Needles Eye – 3:55 – riprodotta nelle radio (dopo Smaller God)
7. AERIAL2012 – Pound – 5:32 – riprodotta nel Glaze a Chinatown
8. Genitorturers – Lecher Bitch – 4:15 – riprodotta all'Last Round a Downtown
9. Darling Violetta – Smaller God – 4:25 – riprodotta da una radio sulla spiaggia di Santa Monica, nella sala da ballo dell'hotel Empire Arms e nelle radio generiche presenti nel gioco (a lungo dopo i vari programmi e pubblicità)

Durata totale: 46:04
In giro per le locazioni del gioco, vi sono anche delle riproduzioni di alcuni manifesti di questi artisti (Lacuna Coil, Tiamat, Die My Darling e Ministry) oltre che di altri artisti non presenti nel gioco (Ghoultown, Empire Hideous, Mister Monster e Collide) e degli annunci di ipotetici concerti nei vari locali. Inoltre per il gioco sono state composte un centinaio di pezzi strumentali (per un totale di due ore) da Rik Schaffer.

## Critica
Il gioco è stato ben accolto dalla critica (è stato valutato sul numero 190 di The Games Machine con 89/100). La prima versione era affetta da bug anche gravi, ma grazie alle patch non ufficiali che hanno portato il gioco alla versione 10.7 (pubblicata il 18 luglio 2020) ora sono meno numerosi (mentre la Troika, coi suoi ultimi sforzi prima, durante e dopo il collasso, l'aveva aggiornato alla versione 1.2).